# Вокс, Анна
Анна Вокс (англ. Anne Vaux; примерно 1562—1637 или позже) — английская аристократка, дочь Уильяма Вокса, 3-го барона Вокса из Херроудена. Поддерживала английских католиков, была косвенно связана с Пороховым заговором, из-за которого некоторое время провела в тюрьме. Стала персонажем мини-сериала «Порох», где её сыграла Лив Тайлер.

## Биография
Анна Вокс принадлежала к рыцарскому роду, обосновавшемуся в поместье Херроуден (Нортгемптоншир, Центральная Англия) во времена короля Генриха IV (1399—1413). Она была третьей дочерью Уильяма Вокса, 3-го барона Вокса из Херроудена, и его первой жены Элизабет Бомонт. Как и её отец, Анна сохраняла верность католической религии. Вместе с сестрой Элеонорой Бруксби она снимала дома, в которых католические священники могли тайно собирать свою паству и проводить богослужения. В числе этих домов была усадьба Уайтвеббс в Энфилд-Чейз, куда приходили несколько участников Порохового заговора.
Анна была особенно предана отцу Генри Гарнету, иезуиту, впоследствии казнённому за причастность к Пороховому заговору. Она была родственницей заговорщиков Фрэнсиса Трешема и Роберта Кейтсби. Существует мнение, что либо Анна, либо Трешем направили Уильяму Паркеру, 4-му барону Монтиглу, анонимное письмо с предупреждением о том, что 5 ноября 1605 года, в день, на который был назначен подрыв здания парламента, не стоит приходить на заседание. Это письмо, которое Монтигл передал Роберту Сесилу, 1-му графу Солсбери, сыграло важную роль в раскрытии заговора. Личность автора письма так и не была установлена; предположение об авторстве Вокс основано на приблизительном сходстве почерков.
В любом случае Вокс подозревала о существовании Порохового заговора, но не участвовала в нём. Она была арестована вскоре после раскрытия заговора. Анну освободили под залог, внесенный Льюисом Пикерингом, после этого она спрятала Гарнета в доме Томаса Абингтона в Хиндлипе (Вустершир), но 25 января 1606 года иезуита схватили. Вокс пыталась связаться с ним с помощью посланий, написанных апельсиновым соком и передававшихся через тюремщика. Эти письма попали в руки Сесила, и в марте 1606 года Анна снова была арестована. На допросе она отвергла обвинение в государственной измене, но призналась, что принимала заговорщиков в своих домах. В августе того же года её освободили.
В последующие годы Анна жила в поместье сестры Элеоноры в Лестершире, а после смерти сестры переехала в Стэнли-Грейндж (Дербишир). Она основала школу для мальчиков из католических дворянских семей, которую протестантские власти пытались закрыть в 1635 году. Вокс умерла в 1637 году или позже. За всю свою жизнь она ни разу не вступала в брак.

## В культуре
Анна Вокс стала персонажем мини-сериала BBC «Порох» (2017), где её сыграла Лив Тайлер.